# 硫酸ウラニル(VI)
硫酸ウラニル(VI)（りゅうさんウラニル ろく、英: uranyl(VI) sulfate） は化学式 UO2SO4 と表されるウラニルの硫酸塩である。無臭でレモンイエローの砂状固体である。
顕微鏡検査での陰性染色や生物学におけるトレーサーとして利用されていた。1951年に建造された水性均質炉の実験炉ではウラン235を14.7%まで濃縮した565グラムのウランを硫酸ウラニルの形で利用していた。
酸性溶液を用いてウラン鉱床から直接イエローケーキのような粗製錬物を得る in-situ リーチング法では、ウランを硫酸ウラニルとして抽出している。
放射性崩壊は硫酸ウラニルカリウム (K2UO2(SO4)2)を用いた実験で発見された。